# Официальный день рождения короля
Не путать с Днём короля в Нидерландах.
«Король» в этой статье означает монарха Соединённого королевства и Содружества наций и заменяется на слово «королева» со сменой пола монарха.
Официальный день рождения короля (англ. King's Official Birthday, иногда его называют просто «День рождения короля») — день, в который официально отмечается день рождения монарха Соединённого королевства и Содружества наций (обычно не совпадает с настоящим днём рождения). Дата праздника меняется от страны к стране и лишь символизирует день рождения правителя (нынешний монарх, Карл III, родился 14 ноября 1948 года).

## Великобритания
В Великобритании день отмечается с 1748 года праздником выноса знамени (также известным как парад в день рождения короля). В Великобритании этот день не является выходным и, начиная с короля Эдуарда VII (1901—1910), отмечается в первую, вторую или (редко) третью субботу июня в расчёте на хорошую погоду (сам Эдуард родился в ноябре). Можно считать официальным днём рождения монарха именно эту дату, объявленную по решению самого монарха.

## Австралия
Большинство штатов Австралии, кроме штата Западная Австралия, отмечают день рождения короля во второй понедельник июня.
Поскольку Западная Австралия празднует в эти же дни основание штата, губернатор Западной Австралии провозглашает день рождения монарха отдельно, обычно основываясь на сроках школьных каникул и Королевского шоу в Перте. Как правило, празднование приходится на последний понедельник сентября или первый понедельник октября.

## Белиз
Белиз ежегодно отмечает официальный день рождения короля в мае как День суверена (англ. Sovereign's Day) и традиционно торжественно отмечается в Белиз-Сити военными парадами и конными скачками на Национальном стадионе Белиз-Сити и народном стадионе Оранж-Уолк-Тауна, проводимыми Национальным советом по спорту. Между городами Бельмопан и Кайо проводятся велосипедные гонки, также организованные Национальным советом по спорту. Среди других мероприятий, проводимых в образовательных учреждениях, есть церемония поднятия национального флага.

## Канада
Канада празднует день рождения королевы в День Виктории (в честь королевы Виктории, родившейся 24 мая 1819 года) — Victoria Day, в третий понедельник мая. Праздник является одним из 10 (в Квебеке — 11) официальных выходных, обязательных и оплачиваемых для работников всех государственных секторов. В тёплых регионах Канады в этот день часто начинают работать парки и открытые бассейны.
В Квебеке начиная с 1967 года праздник имеет иное название и связан с иными событиями (отчасти оттого, что квебекцы не хотят принимать англо-канадские культуру и историю). С 1967 по 2003 годы он носил название «День Долла́ра» (фр. Fête du Dollard) в честь одного из генералов-первопроходчиков провинции — Адама Доллар-дез-Ормо, защищавшего форт Виль-Мари от ирокезских натисков в 1660-х годах. В 2003 году праздник был официально переименован в «Национальный день Патриотов» (фр. Journée nationale des Patriotes) в свете ознаменования и почести памяти погибших в национал-патриотическом восстании 1837—38 годов. Нередко «патриоты» в наименовании также пишутся с маленькой буквы дабы почтить любое сопротивление англо-канадскому режиму в истории провинции.

## Новая Зеландия
В Новой Зеландии праздник отмечается в первый понедельник июня и обычно служит открытием горнолыжного сезона.

## Папуа — Новая Гвинея
Официальный день рождения короля является государственным праздником в Папуа—Новая Гвинее и отмечается во второй понедельник июня каждого года. Официальные торжества проходят в отелях Порт-Морсби, и большая часть дня посвящена спортивным матчам, фейерверкам и другим торжественным мероприятиям. В этот день обычно за заслуги перед государством генерал-губернатор Папуа — Новая Гвинеи вручает гражданам награды и медали, которые упоминаются в списке почётных гостей, отмечаемых королём в день его рождения.

## Сент-Киттс и Невис
В Сент-Киттс и Невис день рождения короля не является выходным и отмечается в дату празднования в Великобритании.

## Соломоновы острова
Официальный день рождения короля — государственный праздник на Соломоновых Островах и одно из самых важных событий года. Его отмечают во вторую субботу июня каждого года. День начинается с выступления маршевого оркестра полиции в столице Хониаре. Генерал-губернатор Соломоновых островов произносит торжественную речь и вручает почётные звания и награды тем, кто проявил доблесть перед Соломоновыми островами и их народом. По всем островам проходят митинги и праздничные шествия, за которыми следуют спортивные состязания, традиционные и современные танцы, а празднования и вечеринки продолжаются до глубокой ночи.

## Тувалу
Официальный день рождения короля — государственный праздник в Тувалу. Он отмечается во вторую субботу июня каждого года. Тувалуанцы отмечают его праздничными церковными службами и молитвами, пением «Боже, храни короля» и «Tuvalu mo te Atua», поднятием государственного флага, публичными выступлениями, начинающимися с обращения генерал-губернатора Тувалу, праздничным салютом и парадом. Поскольку День рождения короля является государственным праздником, все правительственные учреждения, учебные заведения и большинство предприятий в этот день закрыты.
С 2021 года тувалуанцы также отмечают день рождения Чарльза, принца Уэльского, который в то время был наследником тувалуанского престола. День наследника престола стал государственным праздником в ноябре, несмотря на то, что после вступления Карла III на престол наследником стал Уильям, родившийся в июне.

## Другие страны и территории
Официальный день рождения короля является государственным праздником в Гибралтаре и большинстве других британских заморских территорий.

## Случаи путаницы с датой
Наиболее известная ошибка произошла в 2010 году, когда Госдепартамент США поздравил королеву на неделю раньше срока (12 июня в 2010 году).